# 빈롱 (빈롱성)
빈롱시(베트남어: Thành phố Vĩnh Long / 城舖永隆)는 베트남 남부 메콩강 삼각주 지방에 위치한 빈롱성의 성도이다. 호찌민에서 자동차로 약 3시간, 껀터에서 약 2시간 정도 걸리는 지점에 위치한다. 2009년 4월 10일 성도로 승격되었다.

## 행정구역

### 프엉
- 1 프엉
- 2 프엉
- 3 프엉
- 4 프엉
- 5 프엉
- 6 프엉
- 7 프엉
- 8 프엉
- 9 프엉
- 떤호이 (Tân Hội /新惠)
- 떤화 (Tân Hòa / 新和)
- 떤응아이 (Tân Ngãi / 新義)
- 쯔엉안 (Trường An / 長安)

## 교통
호찌민시에서 차량으로 약 3시간, 껀터까지 약 2시간 거리에 위치한다. 수상시장으로 유명한 띠엔장성 까이베현이 건너편에 위치하고 있으며, 2000년에 호주의 원조로 건설된 미투언 대교로 연결되어 있다. 빈롱 지역은 호찌민시에서 국도 1A호선이 이어지고 있다. 미투언 대교가 띠엔장(메콩강 본류)이 크게 분기되는 지점 앞에 걸려 있기 때문에 빈롱 자체는 큰 도시는 아니지만 교통의 요지가 되고 있다. 빈롱은 도시 버스터미널뿐만 아니라 다른 여객 버스터미널도 존재하며, 호찌민시에서 메콩강 삼각주 각 도시로 가는 많은 장거리 버스가 이곳을 경유하게 된다.